# 吴德刚
吴德刚（1959年10月—），男，吉林九台人，生于新疆，中华人民共和国政治人物。陕西师范大学教育系本科、硕士毕业，华东师范大学教育学专业在职研究生学历，博士学位。

## 生平
吴德刚是吉林九台人，生于新疆。1977年6月参加工作，任新疆新和县小尤都斯公社插队知青。1979年9月，在陕西师范大学教育系学习。1983年5月加入中国共产党。1983年7月，任新疆师范大学教育系教师。1987年9月，在陕西师范大学教育系读硕士研究生。1990年9月，任国家教委赴西藏支教干部。1991年8月，任国家教委民族教育司主任科员。1993年5月，任民族教育司普教处副处长。1994年8月，任城市与农村教育综合改革办公室副主任(副处级)。1995年11月，任城市与农村教育综合改革办公室副主任(正处级，其间：1992-1996年，先后在北京师范大学、华东师范大学攻读教育学博士学位)。1998年7月，任西藏自治区教委副主任、教育厅副厅长。2001年9月，任美国哈佛大学高级访问学者。2002年1月，任教育部政策研究与法制建设司司长(其间：2005年3月-2006年1月，在中央党校一年制中青班学习)。2005年12月，任教育部人事司司长。2009年4月，任教育部部长助理、党组成员。
2010年12月，任中共甘肃省委常委、组织部部长。
2016年11月，任中共中央党史研究室副主任。2018年1月，当选第十三届全国政协委员。